# Arbre d'Anne Frank
L’Arbre d'Anne Frank (en néerlandais : Anne Frankboom) était un marronnier du centre-ville d'Amsterdam qui est notable pour être cité dans Le Journal d'Anne Frank. Anne Frank a décrit l'arbre depuis le bâtiment — Maison Anne Frank — où elle et sa famille se cachaient des nazis pendant la Seconde Guerre mondiale.

## Présentation
L'arbre, d'une hauteur de 20 mètres et âgé de 160 à 180 ans, luttait depuis des années contre un champignon et une infestation de mites. Déclaré à abattre par la mairie, il fut sauvegardé et consolidé par une armature à la suite d'une mobilisation citoyenne. Le 23 août 2010, l'arbre a été abattu par une tempête, rompant son tronc à environ un mètre du sol.
Des marrons avaient été prélevés dès 2005 pour permettre la culture de jeunes arbres, dont un au jardin Anne-Frank de Paris. Un autre est planté en face de la mairie du 3e arrondissement de Lyon, capitale de la résistance.